# Caenocryptus inflexus
Caenocryptus inflexus là một loài tò vò trong họ Ichneumonidae.